# آل حاتم كبران (مودية)

تعديل مصدري - تعديل

آل حاتم كبران هي إحدى قرى عزلة مودية بمديرية مودية التابعة لمحافظة أبين، بلغ تعداد سكانها 112 نسمة حسب تعداد اليمن لعام 2004.